# Лезвие бритвы (роман)
«Ле́звие бри́твы» — философский роман советского писателя Ивана Ефремова, написанный в 1959—1963 годах. Первая публикация — в журнале «Нева» (1963), в 1964 году вышло книжное издание, которое многократно перепечатывалось. Роман был переведён на ряд иностранных языков, в том числе румынский, венгерский и японский.
Ефремов определял своё произведение как «роман приключений» и утверждал, что его главной задачей было познание «психологической сущности» современного человека, чтобы заложить научный фундамент для «воспитания людей коммунистического общества».
«Лезвие бритвы» — центральное произведение писателя, в которое он вложил все философские и эстетические идеи, которые разрабатывал в течение жизни. Автор размышляет о путях эволюции и исторического процесса, утверждая, что история подобна лезвию бритвы, когда отклонения от некой узкой магистральной линии являются катастрофическими. В романе представлены развёрнутые гипотезы о скрытых психических и физических возможностях и обрисован идеал гармонического человека и его служения обществу. В романе обсуждается природа красоты и её значимость для духовного развития человека. Мысли автора о цели общественного развития высказывает главный герой Иван Гирин: «сделать всех знающими, чистыми, освобождёнными от страха, равными перед законом и обществом».

## Сюжет
Структурно роман состоит из четырёх частей, в трёх из которых существуют самостоятельные сюжетные линии; в четвёртой они соединяются и происходят встречи главных героев всех линий. Действие пролога разворачивается в 1916 году на ювелирной выставке в Петрограде, где представлены аллегории Денисова-Уральского, которыми любуется мальчик Ваня — альтер эго писателя, главный герой романа Иван Родионович Гирин.

### «Корни гнева»
Основное действие романа начинается в 1961 году. В начале первой части врач-хирург Иван Гирин, исполняя волю погибшего на войне шестнадцать лет назад друга, ищет статую, которую тот изваял. Обнаружив статую, Гирин вспоминает, как девятнадцатилетним юношей летом 1933 года в деревне, куда был отправлен для исследований, увлёкся Анной, имевшей репутацию «испорченной девушки». Отца Анны — коммуниста-активиста — убили во время коллективизации, мать слегла от переживаний. Это натолкнуло Гирина на идею излечения от психического паралича по методу Аствацатурова, сымитировав нападение «кулаков», роль которых исполнили местные комсомольцы. Опыт удался, но мать и дочь вынуждены покинуть деревню. Гирин познакомил Анну со скульптором Прониным, за которого она вышла замуж, стала исполнительницей народных песен и погибла на войне, как и её муж. Гирин устраивает выставку скульптуры и в ответ на ханжеские речи критиков произносит страстный монолог о биологической целесообразности понятия красоты. На выставке Гирин знакомится с молодой гимнасткой Симой — Серафимой Юрьевной Металиной — и понимает, что они созданы друг для друга, когда совершают краткое путешествие в Крым.

### «Чёрная корона»
Во второй части группа итальянцев (актёр, владелец яхты, Иво Флайяно, «мисс Рома» — его подруга Сандра, пара
аквалангистов — художник Чезаре Пирелли и ныряльщица Леа Мида) собирается на поиски алмазов в Африку, на Берег Скелетов (побережье Намибии). Случайно они обнаруживают останки кораблей Неарха — полководца Александра Македонского, который после смерти своего царя отплыл со всем флотом в неизвестном направлении. Главной находкой оказалась таинственная чёрная корона из Индии, надев которую, великий завоеватель забыл о цели своего похода и возвратился обратно, после чего умер. Авантюристам действительно удаётся найти корону, усеянную странными серыми камнями, которую Чезаре прячет под водой. Леа — одна из героинь — надев корону, испытывает частичную потерю памяти: камни расположены так, что воздействуют на кору больших полушарий. 
Эти свойства камней привлекают преступников, а также спецслужбы: в окружении итальянцев появляется некий «профессор археологии» из Турции — Вильфрид Дерагази, явно наделённый паранормальными способностями. В результате Сандра, Чезаре и Леа бегут из Южной Африки в Индию первым же подходящим теплоходным рейсом. Алмазы герои отдают на хранение надёжному капитану.

### «Торжество тигра»
Две вводные главы посвящены Гирину и геологу Иверневу, которого командируют в Индию. Гирин оказывается также втянутым в шпионскую историю, когда иностранный гипнотизёр Дерагази начинает обхаживать подругу Симы — Риту, и Ивану приходится использовать свои способности к внушению. Главные герои третьей части — индийский скульптор Даярам Рамамурти и танцовщица Тиллоттама, девушка низкой касты, которую её хозяин — португалец Трейзиш — снимает в эротических фильмах. Пытаясь избавиться от любовного наваждения, по совету гуру Витаркананды, Даярам уезжает в предгорья Ладакха, чтобы подвергнуться заточению в пещере без звуков и света. Но сила любви заставила его вернуться в Мадрас и при помощи итальянцев и местных йогов вырвать Тиллоттаму из рук преступников. Они сочетаются браком, и Даярам без устали ваяет свою возлюбленную. Советский геолог Ивернев даёт Даяраму деньги, чтобы отлить образ Тиллоттамы в бронзе. Колоссальный успех выставки зеркален демонстрации статуи Анны в Москве.

### «Лезвие бритвы»
В четвёртой части Гирин экспериментирует с ЛСД и помогает сибиряку Иннокентию Селезнёву воскресить память предков — охотников на мамонтов. В 1963 году его приглашают в Индию для исследования чёрных камней из короны Александра. Сима может поехать вместе с Гириным только в одном качестве — жены. 
В Мадрасе они знакомятся с итальянцами и индийской четой. В финале происходит несчастье: давний недруг Даярама — приближённый Трейзиша Ахмед — стреляет в художника, но его закрывает собой Тиллоттама. Несмотря на весь свой опыт, Гирину не удаётся спасти жизнь танцовщицы. Также Иван обсуждает с Витарканандой преимущества йоги и индуизма перед религиями Запада для будущего общественного развития. Наконец, индийское правительство передаёт Советскому Союзу один из кристаллов короны для изучения (слагающий их минерал когда-то открыл отец Ивернева), и Гирину предстоит возглавить целый научный институт.

## История создания и публикации. Творческий метод

### Ход работы
Общая работа над книгой, включающая подготовку к публикации, заняла пять с половиной лет, из которых собственно написание текста романа — четыре года. Идеи, воплощённые в романе, обдумывались исподволь, как минимум с начала 1950-х годов. 1 июля 1951 года датировано письмо И. А. Ефремова И. И. Пузанову, в котором перечисляются практически все темы, которые развивались в творчестве писателя в последующие два десятилетия. Б. Н. Стругацкий свидетельствовал, что Ефремов хотел написать объёмный философский трактат в античном духе. В письме В. И. Дмитревскому от 3 марта 1959 года говорится о плане написания «небольшой повести», которая уже носила название «Лезвие бритвы», а также о будущих рассказах «Камни в степи» и «Молот ведьм». Работа над текстом началась в середине 1959 года; в письме В. И. Дегтярёву от 3 декабря того же года Ефремов упоминал, что пишет «небольшую повесть». К весне 1961 года стало ясно, что замысел намного превзошёл первоначальный, из переписки следует, что уже написанный текст, скорее, относился к научно-популярному жанру, чем к беллетристике. Тогда же возник выход из кризиса — создать три сюжетных линии, которые позволили бы избавиться от наукообразия. На основе написанной в 1954 году повести «Тамралипта и Тиллоттама» к лету 1962 года была создана индийская часть. В основу линии итальянцев, которые искали корону Александра Великого, была положена нереализованная идея повести «Корона Искандера». Глава «Камни в степи», которой открывается четвёртая часть романа, является углублённым развитием раннего рассказа Ефремова «Эллинский секрет» о генной памяти, причём рассказ вышел в свет уже после романа. Сохранились свидетельства о рабочем графике писателя в 1959 году: Ефремов проводил за письменным столом по десять, иногда ― четырнадцать часов. Роман планировалось опубликовать в журнале «Нева», в редакции которого работал Дмитревский; рукопись была окончена в январе 1963 года. Автор возражал против корректорских правок как в описании терминов, так и в содержательных вопросах, требуя «следовать за моим текстом, а не давать разгуляться корректорской руке». В письме к Дмитревскому от 3 мая 1963 года Ефремов утверждал, что «…когда я пишу фамилии художников или научные термины, то пишу их совершенно точно» (последние два слова подчёркнуты); он не соглашался с позицией корректора по поводу ролей самца и самки в стаде слонов: «…Откуда она взяла, что стадо сторожит самец? Обычно ― старая и опытная самка является вожаком, а временными стражами на периферии ― молодые самки. Самцы ― авангард и арьергард ― боевая сила». Роман публиковался по частям в журнале «Нева» (№ 6, с. 3—92; № 7, с. 6—92; № 8, с. 51—146; № 9, с. 8—84), отдельное книжное издание вышло в 1964 году в «Молодой гвардии» с цветными иллюстрациями.
«Лезвие бритвы» пользовалось успехом у читателей, уже журнальная публикация вызвала массу читательских писем. По выражению Д. Быкова, роман был «во всех интеллигентных домах»; книжное издание продавалось на чёрном рынке за огромные деньги — 30—40 рублей, как Библия. Тем не менее на волне успеха в 1964 году Ефремов жаловался в частной переписке, что написание книг ― «дело выгодное лишь для халтурщиков или заказников». По его подсчётам, за пять с половиной лет работы над «Лезвием бритвы» он заработал меньше, чем если бы получал зарплату доктора наук и тем более заведующего лабораторией. В письме к Дмитревскому от 29 июня 1964 года писатель приводил точный расчёт: 25 тысяч рублей (гонорар от двойного тиража книжного издания и журнальной публикации) в пересчёте на время создания давали около 300 рублей в месяц, в то время как докторская зарплата составляла 400 рублей, а у заведующего — 500. В другом письме к Дмитревскому, от 24 июля 1964 года, он возмущался маленьким тиражом романа ― 65 тысяч экземпляров, сравнивая его со стотысячным тиражом книги братьев Стругацких «Далёкая Радуга» (вместе с «Трудно быть богом»). В 1971 году Ефремов в переписке называл роман любимым из написанных им произведений, не соглашаясь со мнением критиков о творческой неудаче.

### Прототипы героев. Мир романа
В архиве писателя сохранился так называемый «альбом» — объёмная папка, в которой собирались записи, связанные с общей конструкцией будущего произведения, обликом действующих лиц и также хронологические расчёты, таблицы, и справочные материалы. Туда же вкладывались и вырезки из газет и журналов, а также фотографии людей, внешность которых использовалась при описании тех или иных персонажей. В «альбоме», посвящённом «Лезвию бритвы», имеются фотографии и гравюры разных индийских храмов и скульптур. Из этих материалов точно известно, что внешним прототипом Гирина являлся итальянский актёр Амедео Наццари, а Симы Металиной — польская актриса Барбара Квятковская (в тексте романа также подчёркивается, что Сима похожа на Барбару). Однако то были лишь образцы, по которым писатель представлял внешность персонажей, лепка образа была много сложнее. В частности, главным прототипом Гирина, с его чертами характера и интересами, был к тому времени скончавшийся А. П. Быстров, однако Ефремов наделил Ивана собственными воспоминаниями и физической силой. Существенное влияние на образ Симы оказали черты характера последней жены Ефремова — Таисии Иосифовны Юхневской. Прообразом гуру-йогина и профессора истории искусств Свами Витаркананда был востоковед Юрий Николаевич Рерих, часть впечатлений от общения с которым были перенесены на ещё одного персонажа романа — геолога-ленинградца Мстислава Ивернева.
- Прототипы внешнего облика героев романа
- Барбара Квятковская
- Амедео Наццари
- Юрий Николаевич Рерих

Е. Агапитова выявила 153 текстовых различия между журнальным вариантом 1963-го и книжным изданием 1964 годов. Они сводились, преимущественно, к стилевой правке. В некоторых случаях изменения углубляли образы героев через детали, например, было изменено имя бывшего мужа Симы (Пётр-«Камень» на Георгия-«Землепашца», подчёркивая его слабость), а также убрано упоминание о репродукции картины А. Соколова, поскольку этой теме было посвящено отдельное произведение. По мнению Е. Агапитовой, хронотопы романов Ефремова образуют единый метамир: например, сюжет с исчезнувшим флотом Неарха активно используется в «Лезвии бритвы», при этом начало истории писатель поместил в роман «Таис Афинская», написанный спустя десятилетие:

…Мы имеем не отдельные произведения автора, а своеобразные «зарисовки» одного мира в разные моменты его развития, и история, начавшаяся в одном романе, может обрести неожиданное завершение в другом.
Авторы биографии Ефремова, изданной в серии «Жизнь замечательных людей», отмечали некоторое влияние Райдера Хаггарда — любимого писателя всей жизни Ивана Антоновича. Глава «Камни в степи» посвящена видениям сибирского охотника Селезнёва, у которого Гирин при помощи ЛСД активировал наследственную память. Сибиряк переживает воспоминания своего далёкого предка — палеолитического охотника времён архидискодонов и гигантопитеков как подлинные события. В одном из романов Хаггарда Аллан Квотермейн (в честь этого персонажа писатель назвал своего сына) под воздействием наркотика переносится в сознание своего далёкого предка.
Существенным аспектом действия «Лезвия бритвы», с которого начинается роман, является тема минералогии и геологии. Пролог романа имеет чёткую датировку: 5 марта 1916 года, когда в Петрограде открывалась выставка патриотической серии миниатюр художника и ювелира А. К. Денисова-Уральского. Это в полной мере возвращение в мир детства писателя, и мальчик Ваня, глазами которого переданы впечатления, — это Ефремов, а не Гирин. Известно, что девятилетний Иван дважды побывал на этой выставке, но ко времени написания романа больше не видел коллекции и не представлял её дальнейшую судьбу. Несколько раз видевший коллекцию в Пермском университете (куда она поступила после 1917 года) П. К. Чудинов свидетельствовал о документальной точности описаний, попавших в роман спустя полвека. Однако подлинные воспоминания причудливо сочетаются с вымыслом: на этой же выставке, согласно сюжету, впервые представлен странный серый камень, который, как выясняется, воздействует на психику. Его свойствам целиком посвящены события второй части (с короной Александра), используется минерал и в линии «чёрного мага» Дерагази, над которым одерживает победу Гирин.

## Проблематика

### Иван Гирин и соцреализм
По мнению литературоведа Л. М. Геллера, персонажи в романе «Лезвие бритвы» демонстрируют новый этап развития Ефремова-писателя. Действие романа начинается в 1961 году, когда ленинградский хирург и психофизиолог Гирин приглашён в московский институт на должность младшего научного сотрудника. Однако он без всяких колебаний оставляет место работы, поскольку узнаёт, что его руководитель работает над созданием сыворотки, вызывающей боль, что может быть использовано «для неслыханных пыток». Впервые в советской литературе герой отказывается работать по этическим причинам. По мнению Л. Геллера, это был переход к классическому литературному конфликту, вынужденно изгнанному из советской литературы: столкновение
положительного героя с его окружением. По мнению О. Ерёминой и Н. Смирнова, герои советских глав «Лезвия бритвы» были непохожи на обычных персонажей производственной «оттепельной» литературы:

Они не добивались перевыполнения плана, не поднимали целину, но сосредоточенно и увлечённо занимались наукой, гимнастикой, танцами, во время дружеских застолий обсуждали новости из разных областей знания. <…> Оказывается, молодая женщина может всерьёз заинтересоваться зрелым мужчиной. Оказывается, любовь к чаю может сблизить людей (абсолютный нонсенс для страны, где не было культуры чая). Оказывается, на свидании с мужчиной можно свободно говорить о любимых картинах, о танцах и музыке, а деньги, выигранные в лотерее, потратить не на вожделенный для большинства ковёр или диван, а на трёхдневное путешествие в весенний Крым!
При всём при этом, Иван Гирин — герой, который занимается исследованием психофизиологии человека на основе разработанной им самим философской модели, и главным объектом исследований и размышлений является прежде всего он сам. Главная цель его жизни — самосовершенствование на всех уровнях: нравственном, интеллектуальном, физическом, профессиональном. Результаты поразительны: он развил способность к внушению и способен использовать свой дар для гипноза больных или врагов, в очень высокой степени контролирует своё тело и разум, его способности к диагностике сродни телепатическим. Такие успехи объясняются тем, что он приблизился к пониманию истинной сути деятельности организма человека и функционированию психики. Самопознание и самосовершенствование — ключи к созданию из современного человека человека будущего. По мнению Л. Геллера, Ефремов дал портрет рационалиста и материалиста Гирина по лекалам агиографии: он исключителен, и одинок среди равнодушных учёных, руководителей и прочих сильных мира сего, хотя в подлинном смысле слова творит чудеса. Есть и элементы мученичества: его не продвигают по карьерной лестнице, на Гирина пишут доносы. Однако у него есть верная возлюбленная — последовательница, и множество будущих учеников — аспиранты, лаборанты, дети друзей. Это необходимо, чтобы показать, что Гирин — истинный человек будущего, который противопоставлен современному советскому обществу. Гирин не просто критикует мещанство, как в других произведениях «оттепельной» литературы, он ставит под сомнение существующую идеологию, систему воспитания и противопоставляет им свои собственные идеи.
В образе Гирина находят черты сверхчеловека, в чём усматривается влияние ницшеанства на творчество Ефремова. В то же время «судьба представлялась ему [Гирину] лесом тяжёлых мрачных колонн, между которыми витала тьма, сгущавшаяся в непроницаемый мрак»; неоднократные депрессии героя отражали трагизм в мировоззрении автора.

### Философские и исторические аспекты
Как отмечается исследователями, в романе популяризировались западные концепции психоанализа (при этом автор был вынужден использовать «диалектическую софистику»), обсуждалась наследственная память. Гирин всю жизнь изучает «древние инстинкты» и «общественные предрассудки», которые влияют на поведение человека, в частности, на представления о красоте: несмотря на всю историю цивилизации, современный человек идёт по «лезвию бритвы»: «Дикая жизнь человека, — тут Гирин поднял ладонь высоко над полом, — это вот, а цивилизованная — вот, — он сблизил большой и указательный пальцы так, что между ними осталось около миллиметра». В одном из ключевых эпизодов романа Гирин рассказывает о хранилище первобытного опыта ― подсознании. Как предположил Л. Геллер, писатель адаптировал понятия психоанализа, в большей степени коллективное бессознательное Юнга, чем фрейдомарксизм, для своей метафизической концепции добра и зла. Согласно Геллеру, Ефремов устами Гирина демонстративно упрекает Фрейда в том, что у него подсознание и сознание будто бы разделены; в «правильной» теории Гирина они взаимодействуют в «единстве». В газетных статьях Ефремов критиковал психоанализ как вредное самокопание, что, по Геллеру, расходилось с содержанием книги.
Согласно советскому литературоведу А. Ф. Бритикову, Ефремов описывал путь к счастью через нравственное и ценностное развитие человека, его восхождение «по ступеням прекрасного». В романе он в основном рассматривал психофизиологические аспекты красоты как универсально понятой целесообразности: Гирин читает лекцию о биологической целесообразности красоты (в этом аспекте автор следует идеям Чернышевского). Так, «стройная длинная шея немало прибавляет к красоте женщины…даёт большую гибкость, быстроту движений головы». С глубокой древности ценились большие и широко расставленные глаза, поскольку они предполагали бо́льшую поверхность сетчатки и, следовательно, бо́льшую глубину зрения. Эта оценка не зависела от вкусовых или культурных различий: автор приводит в пример древний миф о финикийской красавице, чьё имя в переводе с древнегреческого означает «широкоглазая» или «широколицая». Если первая ступень заключается в анатомической целесообразности, то на второй и главной ступени красота понимается как «единственно совершенная возможность», как «правильная линия…та самая середина между двумя сторонами всякого явления, всякой вещи, которую видели ещё древние греки и называли аристон». Чувство меры Ефремов, по Бритикову, считал основой культуры. Это понимание прекрасного преимущественно отсылает к женской красоте, имеющей самоценность ― в мировоззрении Ефремова женщина является «самым прекрасным созданием природы». Если оппоненты Гирина утверждают, что в «век машин» «чистый и светлый» образ женщины следует избавить от половых особенностей, от «ненужной силы эроса», то автор считает неопровержимым законом искусства противопоставление мужской и женской красоты. Наиболее ярко красота женщины, по мнению Ефремова, проявляется при смешении «кровей» ― скандинавских, монгольских, иранских и других.
В романе резкой критике подвергаются иудаизм и христианство ― за «учение о грехе и нечистоте женщины». Отдельная глава — «Тени изуверов» — посвящена «Молоту ведьм», и в этих пассажах Гирин осуждает средневековые костры инквизиции (как замечал Геллер, это «благородно, но не вполне научно»), положительно отзываясь о восхвалении женской красоты в Элладе и азиатском почитании матери. По мнению С. Сергеева, рассказ об «охоте на ведьм» и «ведьмовских процессах» можно рассматривать и как отсылку к террору 1930-х годов, аллюзию на пытки «вредителей» и «врагов народа» в тюрьмах НКВД ― подобно тому, как Средневековье у Стругацких являлось аллегорией сталинизма («Трудно быть богом»). Автор объяснял и причины признаний арестованных: «…от тюрьмы, голода, страха и пыток психика человека надламывалась. Он превращался в безвольное, покорное своим палачам существо, готовое возвести на себя любую вину». В романе описывается сеанс шоковой терапии, которую в 1933 году молодой Гирин устраивает женщине в виде инсценировки нападения кулаков. Этот эпизод, по предположению Сергеева, может намекать на реальную деятельность ГПУ в те годы.
Критика христианства, по-видимому, отражала мировоззрение писателя и не являлась ситуативной реакцией на хрущёвскую антирелигиозную кампанию. Как отмечал Л. Геллер, писатель, отвергнув христианство, искал более глубокие основания духовности, нежели простое возвращение к естественному (в Элладе) и обратился к опыту индийской философии: к мысли об абсолютном познании, мистическому смыслу эротики и прежде всего к идее духовного самосовершенствования. Ефремов также рассматривал отношения западной позитивистской науки и восточного духовного откровения — двух способов познания, между которыми предлагался «путь по лезвию бритвы». Материалист Гирин принимает мистическое знание йогов, получая от индуса подарок ― изображение всадников на мосту, которые протягивают друг другу руки. И советский учёный, и индийские мудрецы критикуют потребительство и бездуховность Запада, иерархичность и безразличие к социальным проблемам Востока. О недостатках России Ефремов умалчивает, однако возлагает на неё надежду на будущий синтез лучшего из того, что есть на Западе и Востоке. Автор, по-видимому, сознательно избегает названий «СССР» и «Советский Союз». Критика христианства сочетается с осуждением сноса церквей (Церковь Спаса-на-Водах); в романе высоко оцениваются «чудесные лирические песни», которые создавала «старая, неграмотная Русь», и которые соответствуют русскому характеру. Герои возмущаются «гонением на русскую старину, на русский стиль в искусстве до войны» (Сергеев отмечает, что русский стиль в данном случае включает «Мир искусства», творчество З. Серебряковой и Н. Рериха). Эти детали, возможно, указывают на движение Ефремова в сторону почвенничества.
Хорошо знавший писателя Э. Олсон в книге 1990 года реконструировал взгляды Ефремова на проблемы современного мира, применительно ко времени после его смерти. Олсон резюмирует гипотетическую позицию Ефремова: в «Лезвии бритвы» уже рассмотрены проблемы культов, терроризма, науки, социобиологии и мистики; чтобы их решить, следует искать равновесие и объединить науку, искусство и психологию.

### Эзотерика в романе «Лезвие бритвы»

#### Йога и тантра
Впервые о тантре Ефремов писал в незаконченной повести «Тамралипта и Тилоттама», впоследствии использованной при написании «Лезвия бритвы». Тантру он ассоциировал с преодолением майи (иллюзии) и связывал с практиками работы с человеческими желаниями и чувственными страстями, которые можно преобразовать, наполнив светом разума. Согласно Ефремову (устами его героя — учителя Дхритараштры), «путь Тантры — расплести, пережить и прочувствовать все нити ощущений во всех оттенках и всех извилинах по сложным узорам покрывала Майи», то есть понятие тантры отождествляется с понятием шакти, ключевого в тантрическом (индусская тантра) дискурсе. Вероятно, это хорошо соотносилось с ключевым для романа понятием «пути по лезвию ножа». Свами Витаркананда, учитель скульптора Даярама, особое внимание уделял контролю над чувствами, поскольку они неодолимо притягивают всё существо человека, и требуется огромная сила воли, чтобы противостоять им. В «Тамралипте и Тилоттаме» Ефремов приписал создание тантр древним лемурийцам задолго до веданты и йоги, но в «Лезвии бритвы» привёл более историчную версию: тантризм связывался отныне с деятельностью «древних дравидов» в «первых веках до новой эры», на основе культа Деви.
Ефремов — социальный мыслитель — не мог обойти стороной социальное значение тантризма. Он одобрительно писал, что тантрические учения запрещали самосожжения вдов и поощряли вторичное замужество, запрещали рассматривать женщину только как объект для удовольствия. Для Ефремова важно, что тантры (тексты тантр) являются не религиозными произведениями, а руководствами к раскрытию дремлющих в человеке колоссальных внутренних сил. Намекал он и на тантрические психотехники, например, обряд «Шри-Чакра», который трактуется как поклонение Шакти в образе обнажённой женщины. Ритуал шодаши-пуджа трактовался как «очищение красотой и любовью», в том числе и как работа с бессознательным. Правда, в «Лезвии бритвы» художник Даярам и его возлюбленная Тиллоттама соединяются в одном целом не благодаря «Шораши-Пудже» (так у Ефремова), а «на пути совместного творчества и жизни, пронизанной любовью и сдержанной страстью». При этом Иван Ефремов, рассуждая о важности освобождения в тантризме, не упоминает о том, от чего, собственно, нужно освобождаться. Писатель-материалист подчёркивает, что тантрические ритуалы служат высвобождению бурлящих энергий тела с их очищением и сублимацией; поэтому тантрой занимаются у него миряне — художники, танцовщицы, жрецы. Примечательно, что И. Ефремов не пытался критиковать тантру или ставить её на службу обществу, находя в ритуалах способ избавления от тёмных эмоций через их сублимацию и трансформацию, что приводит к очищению души и взрыву творческой активности.
Йогинам также посвящено немало страниц в романе, который сосредотачивает представления Ефремова об этом учении. Преимущественно, его описания соответствуют хатха-йоге. В «Лезвии бритвы» о йоге говорит профессор искусствоведения Витаркананда, который является её адептом и крупным специалистом. Витаркананда описывается как йогин именно в связи с его занятиями искусством, ибо искусство — одна из разновидности йоги. Согласно С. Пахомову, писатель отчуждает йогинов от традиционного контекста. Витаркананда признаёт йогом Ивана Гирина и его супругу Симу и добавляет: «У вас в России, да и вообще на Западе немало людей, не подозревающих, что они йоги, но достигших таких же высот совершенствования и понимания». Йога понимается как средство слияния сознательного с подсознательным в психике человека, железный стержень, поддерживающий крепость души и тела. Если тантрики работают вдвоём, то йога — традиция упорных одиночек. Ключевым здесь выступает большой диспут в Мадрасе, устроенный Витарканандой, чтобы Гирин мог пообщаться с адептами традиции и попытаться навести мосты между западной наукой и индийской мудростью. Гирин отдаёт должное высшим разделам йоги ― путям «владычества над нервно-психическими силами и силами экстаза, прозрения и соединения с океаном мировой души».
Из уст Гирина (и Ефремова) в финале романа выносится критика йоги, и весьма жёсткая. Главное её основание — социальное: йоги пассивны и равнодушны к серьёзнейшим общественным проблемам. Вместо того, чтобы спасать других, йогины отстаивают идеал личного спасения; накопив огромный опыт, йоги не сделали его достоянием человечества, не применили его «для умножения счастья и красоты». Причина этого в том, что йоги связали себя с религиозными идеями и церемониями и «прозевали» развитие науки на Западе. То есть Ефремов-Гирин стремится очистить йогу от «религиозной шелухи», выявить её рациональное ядро, которое может помочь в становлении нового человека. В диалоге с йогинами он говорит о коммунизме, который сформирует человека нового типа с новой психикой, в котором не будет ни фанатиков, ни обывателей. Именно потому коммунизм победит: только такая идеология наполняет «высоким смыслом жизнь каждого среднего человека».

## Критика и оценки
Роман получил низкие оценки советских критиков. А. А. Лебедев, соглашаясь с основным посылом Ефремова, отметил банальность ряда идей и назвал результат «эстетическим кентавром»: автору не удалось пройти «по грани» между наукой и беллетристикой, «нанять» культурные суррогаты развлекательного искусства для утверждения высоких идеалов. В. Ивашева констатировала, что «в решении портретов и судеб, того „столкновения человеческих характеров, взглядов и стремлений“…, дальше безжизненных клише автор пойти не сумел, а может быть, и не мог». Генрих Альтов, отмечая, что «накал мысли» в отдельных главах высок, посетовал, что текст состоит из несоединимых элементов, и полагал, что «Лезвие бритвы» выиграло бы, если бы создавалось как цепь новелл. По свидетельству П. Чудинова, о книге хорошо отзывался Сергей Королёв, что, вероятно, объяснялось эстетическими взглядами конструктора. Высоко «Лезвие бритвы» оценил А. Стругацкий. 
В 1980 году А. Тарковский записал в дневнике свои впечатления от чтения романа: 
«Боже! Неужели ему так никто и не сказал, что он графоман, неужели он так и умер в неведении относительно своей бездарности?!»
По оценке Л. Геллера, приключения «в хаггардовском вкусе» «невыразимо скучны», а объёмные научные рассуждения весьма сомнительны. До настоящего времени так и не появилось специализированных литературоведческих исследований этого текста, текстологическим анализом в XXI веке занималась Е. Агапитова, сравнивавшая различные редакции романа.
Дмитрий Быков к столетнему юбилею автора следующим образом охарактеризовал «Лезвие бритвы»:

…Всё великое и прекрасное в мире существует на лезвии бритвы, на тончайшей грани между диктатурой и анархией, богатством и нищетой, сентиментальностью и зверством; человек — тонкий мост меж двумя берегами, над двумя безднами. И эту-то грань предстоит искать вечно, но если её не искать, жить вообще незачем. Легче всего сказать, что «на всех стихиях человек — тиран, предатель или узник»; легче всего признать, что единственно актуальным остаётся выбор дьявола: либо ты диктатор и узурпатор, либо тварь дрожащая. Либо Запад с его мелкой горизонталью, либо Восток с его убийственной вертикалью. Человек и есть это самое лезвие бритвы, и он обязан из двух выбрать третье — потому что любой другой выбор неотвратимо ведёт в инферно.
Философ и публицист Борис Межуев рассматривает позицию Ефремова относительно природы человека: говоря словами Гирина, «доброе, гуманистическое в человеке непобедимо, потому что оно покоится на фундаменте родительской заботы о потомстве». Поэтому, резюмирует Межуев, «добрые», нравственные качества более основополагающие, чем агрессия и жестокость; зло связывается с извращением общественных отношений и, в частности, пагубным воздействием иудео-христианства, а врождённые качества следует раскрывать через коммунистическое воспитание. Эту позицию Межуев связывает с «языческо-гуманистической традицией», в которую, по его мнению, входит и марксизм, и называет Ефремова «язычником». В этом контексте критик противопоставляет взгляды писателя философии братьев Стругацких, сравнивая «Лезвие бритвы» и роман Б. Стругацкого «Бессильные мира сего».
Историк советской фантастики В. В. Комиссаров усматривает в известной дискуссии о красоте в романе редукционистские или даже сексистские установки. Здесь Ефремов, по его мнению, оставался в рамках советского гендерного мифа, в котором эклектично смешивались декларации о равноправии и патриархальные стереотипы.

## Значение
«Лезвие бритвы» характеризовалось Л. Геллером как единственный в своём роде «советский мистический роман», как «книга о великом прозрении». Согласно Л. Геллеру, никто из советских писателей «не подошёл к теме восточного мистицизма так серьёзно, как Ефремов [в „Лезвии бритвы“], и никто не принял её так близко к сердцу». Идея прозрения заняла важное место в философии Ефремова, и, по Геллеру, без «Лезвия бритвы» нельзя понять «Час Быка». По его оценке, роман впервые после длительного перерыва поставил вопрос об отношениях между Западом и Востоком: поскольку надежда на их будущий синтез возлагалась автором на Россию (или «Советскую Россию»), ввиду её особого пограничного положения между культурами, Ефремов одним из первых возродил русскую мессианскую идею XIX века и сделал это более открыто и многогранно, чем современные ему «неославянофилы». Достаточно уникальным в послевоенной советской литературе было обращение в романе к «тёмным силам» подсознания.
В статье «Иван Ефремов» в энциклопедии «Философия. XX век» (под редакцией А. Грицанова), изданной в 2002 году, роман упоминается в контексте влияния книг Ефремова на формирование мировоззрения «советской интеллигенции 1980-х и 1990-х, чья юность прошла под знаком „Лезвия бритвы“» и «Часа Быка».
Борис Межуев находит в проблематике романа истоки сюжетов некоторых наиболее значительных произведений братьев Стругацких, в частности, повести «Хищные вещи века».
Современный исследователь С. Сергеев предлагает рассматривать творческое наследие И. Ефремова в категориях «третьего пути» между тоталитаризмом и либерализмом. В частности, известные параллели можно найти в творчестве И. Ефремова и О. Хаксли, о романе которого «Остров» (1962) он положительно отозвался. В «Острове» показано общество, где синтезированы восточные практики (буддизм, тантризм) и западные естественные науки (психология и биология, но не точные науки). Писателей сближала проблематика философского мистицизма, парапсихологии, использования ЛСД для исследования подсознания и проч. Иван Антонович также отмечал, что многие идеи «Лезвия бритвы» созвучны Хаксли, причём любые влияния были исключены, так как произведения создавались одновременно. То есть, размышляя о тех же проблемах (в частности, о серединном пути между Западом и Востоком), что и западные мыслители, Ефремов независимо от них приходил к тем же выводам.

## Издания
- Лезвие бритвы / Редактор С. Жемайтис; Оформление и иллюстрации Н. Гришина. — Молодая гвардия, 1964. — 638 с. — (Фантастика. Приключения. Путешествия).
- Лезвие бритвы // Сочинения в трёх томах / Составитель: С. Г. Жемайтис. — М. : Молодая гвардия, 1975. — Т. 3, кн. 1. — 672 с.
- Лезвие бритвы. — Баку : Азернешр, 1984. — 563 с. — Редкий образец издания, выполненного по журнальному тексту 1963 года[93].
- Лезвие бритвы : Роман приключений / Ил. Г. Н. Бойко, И. Н. Шалито. — М. : Правда, 1986. — 669 с.
- Лезвие бритвы: Роман приключений // Собрание сочинений в пяти томах / Ил. Б. Жутовского. — М. : Молодая гвардия, 1988. — Т. 4. — 670 с. — ISBN 5-235-00025-0.
- Лезвие бритвы : Роман приключений // Библиотека фантастики. В 24 т. — М. : Дружба народов, 1995. — Т. 10, кн. 2. — 637 с. — ISBN 5-285-00246-X.
- Лезвие бритвы : Роман приключений. — М. : Панорама, 1994. — Кн. 1. — 286 с. — ISBN 5-85220-426-9.
- Лезвие бритвы : Роман приключений. — М. : Панорама, 1994. — Кн. 2. — 380 с. — ISBN 5-85220-427-7.
- Лезвие бритвы : Роман приключений // Собрание сочинений. — Н. Новгород : Нижполиграф, 1997. — Т. 3. — 605 с. — (Приключения. Науч. фантаст.). — ISBN 5-7628-0143-8.
- Лезвие бритвы : [роман : для ст. шк. возраста] / худож. Ю. Федичкин. — М. : Пушк. библиотека : Издательство АСТ, 2004. — 605 с. — (Внеклассное чтение). — ISBN 5-94643-201-X.
- Лезвие бритвы : [фантастические произведения]. — М. : Эксмо, 2007. — 702 с. — (Отцы-основатели: русское пространство). — ISBN 978-5-699-22347-3.
- Лезвие бритвы : [роман] ; Рассказы. — М. : Эксмо, 2009. — 829 с. — (Библиотека всемирной литературы). — ISBN 978-5-699-32661-7.
- Лезвие бритвы: роман. — СПб. : Азбука : Азбука-Аттикус, 2017. — 732 с. — (Азбука-классика). — ISBN 978-5-389-13759-2.
- Лезвие бритвы ; Звёздные корабли ; Обсерватория Нур-и-Дешт ; Озеро горных духов. — М. : АСТ, 2019. — 779 с. — (Звёзды советской фантастики). — ISBN 978-5-17-113845-5.
- Лезвие бритвы. — М. : Эксмо, 2020. — 700 с. — (Эксклюзив: Русская классика ; Книги, изменившие мир. Писатели, объединившие поколения). — ISBN 978-5-17-091570-5.
- Переписка Ивана Антоновича Ефремова / автор-составитель О. А. Ерёмина. — М.: Вече, 2016. — 1536 с. — ISBN 978-5-4444-4715-4.